# Betws, Bridgend
Betws är en ort i Storbritannien.   Den ligger i kommunen Bridgend och riksdelen Wales, i den södra delen av landet, 240 km väster om huvudstaden London. Betws ligger 136 meter över havet och antalet invånare är 2 057.
Terrängen runt Betws är kuperad norrut, men söderut är den platt. Terrängen runt Betws sluttar söderut. Runt Betws är det tätbefolkat, med 411 invånare per kvadratkilometer. Närmaste större samhälle är Rhondda, 13,9 km nordost om Betws. Trakten runt Betws består i huvudsak av gräsmarker.